# Viteză superluminică
Viteza superluminică este o viteză ipotetică mai mare decât viteza de propagare a luminii în vid perfect. Termenul se poate referi atât la viteza de propagare a informației cât și a materiei, dar până acum în realitatea înconjurătoare nu a putut fi observată o astfel de viteză.
În conformitate cu teoria relativității restrânse, o particulă mai lentă decât lumina și cu masa de repaus nenulă necesită energie infinită pentru a accelera până la viteza luminii, deci aceasta este imposibil, cu toate că teoria relativității restrânse nu interzice existența unei particule care să se deplaseze continuu mai repede decât lumina (vezi și tahionii).
Pe de altă parte, când unii fizicieni se referă la viteză superluminică „aparentă” sau „efectivă”, ei se folosesc speculativ de ipoteza că regiunile de spațiu-timp distorsionate ar putea permite materiei să călătorească în locuri îndepărtate mai rapid decât lumina în spațiul-timp normal sau nedistorsionat. Cu toate acestea, conform teoriilor actuale, materia trebuie să traverseze la o viteză subluminică regiunea spațiu-timp locală distorsionată.

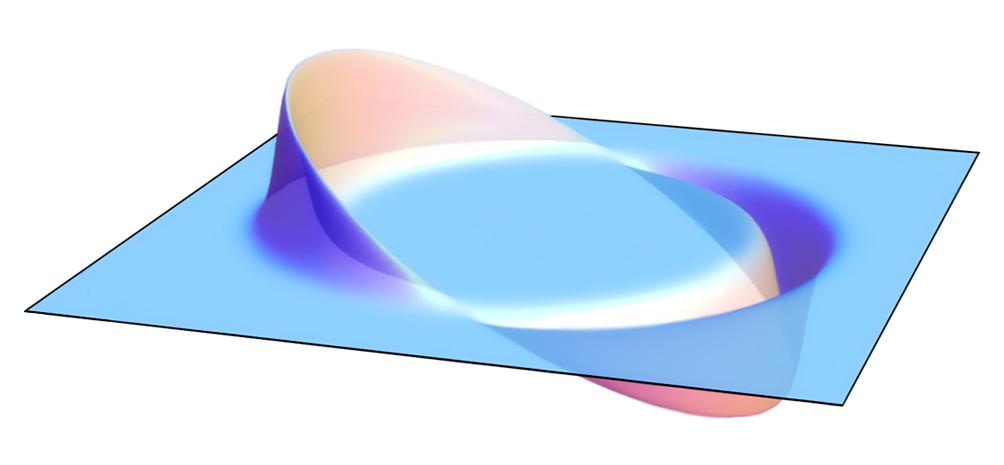
Metrica Alcubierre a unei regiuni spațiu-timp care ar permite o călătorie la viteze superluminice. Unitatea Alcubierre sau Unitatea Warp presupune regiuni opuse de extindere și contractare a spațiului-timp și care propulsează regiunea centrală

Viteza superluminică aparentă nu este exclusă de teoria relativității generale. Exemple de propuneri de viteză superluminică aparente sunt unitatea Alcubierre  (sau Unitatea Warp) și traversarea găurii de vierme, deși plauzibilitatea fizicii acestor soluții este incertă.

### În ficțiune
- Hiperspațiu (ficțiune)
- Poartă stelară (Stargate)
- Motor de salt
- Ansiblu
- Motorul cu distorsiune (Star Trek)

### Legături către articole științifice
- Enciclopedia fizicii laserului și tehnologia "transmisiei superluminice ", cu mai multe detalii despre viteza de grup, precum și despre cauzalitate
- 22 iulie 1997, The New York Times Company: Semnal care călătorește mai departe și mai repede decât lumina Arhivat în 27 decembrie 2008, la Wayback Machine.
- Markus Pössel: Viteza superluminică în tunele de experimentare: o bibliografie adnotată Arhivat în 23 ianuarie 2010, la Wayback Machine.
- The Warp Drive: Hyper-Fast Travel Within General Relativity, Miguel Alcubierre Class. Quantum Grav. 11 (1994), L73–L77 Arhivat în 2 aprilie 2012, la Wayback Machine.
- Întrebări frecvente în fizică: este călătoria superluminică (sau comunicația superluminică) posibilă?
- Viteza superluminică
- Relativitate, viteza superluminică și cauzalitate Arhivat în 30 decembrie 2015, la Wayback Machine.
- Viteza subluminică Arhivat în 6 septembrie 2008, la Wayback Machine.

### Metode propuse de atingere a vitezei superluminice
- Conical and paraboloidal superluminal particle accelerators Arhivat în 29 aprilie 2009, la Wayback Machine.
- Relativity and FTL (=Superluminal motion) Travel Homepage
- Teleportare cu găuri